# Викопні розсипи
Розсипи викопні (рос. россыпи ископаемые, англ. fossil placers, нім. fossile Seifen f pl) — стародавні (докембрійські, палеозойські, мезозойські) скупчення цінних мінералів, що втратили в результаті різних геологічних процесів зв'язок з сучасним рельєфом.

## Класифікація
Розрізняють такі генетичні типи Р.в.: делювіальні, пролювіальні, алювіальні, дельтові, прибережно-морські, морські. Р.в. золота, урану, алмазів, титану і цирконію відомі в різних горизонтах осадово-вулканогенних товщ. Під впливом метаморфізму у Р.в. відбуваються окварцювання і цементація порід з утворенням кварц-сульфідних прожилків. 